# Nerej
Nerej (grč. Νηρεύς, Nereus) je grčki bog mora, morski starac. Zvan je i Geron (Gerôn = "starac"). 

## Karakteristike
Nerej je prikazivan na grčkim vazama kao bradati starac sa štapom i ribom. Umjesto nogu ima riblji rep, kao i Triton, iako je za razliku od njega, uvijek bio prikazivan zaogrnut haljom. Nerej je dobar i ljubazan bog, prijatelj ljudi, koji proriče i ljudima i bogovima. Poznat je po svojoj ljubaznosti, dobroti i iskrenosti. Ima moć mijenjanja oblika, kao i morske nimfe i bog mora Protej, koji je također zvan morskim starcem.
Nerej sa svojom obitelji živi na dnu Egejskog mora, kao i Posejdon.

## Mitologija

### Obitelj
Nerej je sin prelijepe božice Geje, Zemlje, i njezinog vlastitog sina, kojeg je rodila sama – Ponta, More. Geja i Pont su nakon vjenčanja dobili djecu, morska božanstva, koja su polubraća Titana, Kiklopa, Hekatonhira, Giganata, Erinija i Melija. To su: Nerej, Taumant, Fork, Keta i Euribija.
Fork je oženio svoju sestru Ketu, koja bijaše ljupka, a djeca su im čudovišta. Nerej je oženio Doridu (Doris), morsku nimfu Okeanidu, koja mu je nećakinja, te mu je rodila 50 kćeri; najpoznatije su Amfitrita, najstarija, koja se udala za Posejdona, Tetida, Ahilova majka i Galateja, u koju je bio zaljubljen Polifem. Nerejevi poznatiji unuci su Triton i Ahil.  

### Nerej iHeraklo
Kad je Heraklo izvršavao jedan od svojih zadataka, trebala mu je pomoć Nereja - jer jedino je stari bog znao put do čarobnog vrta Hesperida, u kojem bješe stablo jabuka od zlata. Heraklo je iz zasjede skočio na Nereja, koji je mijenjao oblike; postao je vatra i strašne zvijeri, ali je popustio Heraklovoj hrabrosti te je otkrio put do vrta.